# 泰塔斯·布兰布尔
泰塔斯·布兰布尔（英語：Titus Malachi Bramble，1981年7月21日—）是一名英格蘭足球員，出生於伊普斯維奇，出任中堅，曾效力英超球會紐卡素、韋根及新特蘭。現時未有效力球會。

## 球員生涯
巴布爾效力葉士域治期間由於表現出色，被當時紐卡素領隊波比·笠臣極力欣賞。於2002年7月，紐卡素以500萬英鎊高價收購巴布爾。
然而，在紐卡素期間，表現不穩定，經常犯下低級錯誤，被球迷喻為計時炸彈。在2007年6月，轉投另一支英超球會韋根，簽訂3年合約。
2010年7月23日巴布爾轉投新特蘭，追隨舊上司布魯士，簽約三年
2013年5月28日，新特蘭宣佈不會與巴布爾續約，其可自由轉會。

## 個人生活
2006年8月13日，傳媒報導巴布爾於8月12日晚上駕車撞毀一所民居外圍的牆，英格蘭諾福克警方發言人稱車內有5至6個人，沒有人受傷，而巴布爾能通過酒精測試。
2010年9月22日，巴布爾與其哥哥泰斯法耶·巴布爾兩人涉嫌於紐卡素一間酒店強姦一名19歲女子被捕。翌日兩人都獲准保釋。
2010年10月22日，警方宣佈不會對泰塔斯·巴布爾有進一步行動。但其哥哥泰斯法耶·巴布爾就正式被檢控，經審訊後被判有罪入獄四年半。

## 外部連結
- 足球数据库：布兰布尔的球员统计数据